# زمن ماجد (مسلسل)
مسلسل زمن ماجد من إنتاج الشرق الأوسط للإنتاج الفني تم عرضه لأول مرة على التلفزيون الأردني تم إنتاجه وعرضه عام 1997 تدور احداث قصته حول الشيخ ماجد (روحي الصفدي) الذي يتصف بكل معاني الحكمة والفروسية، كما يتميز بارتجاله وحبه الشعر النبطي وهو محبوب من الجميع وشيخ عرب يعرف بعادات العرب وشيوخ القبائل. بلغ عدد الحلقات ثمانية عشر حلقة

## القصة
في قصة المسلسل يٌقتل شقيق زوجته على يد رجل يدعى هذّال () الذي يصبح فيما بعد دخيل عنده، فتنشب الخلافات بينه وبين أهل زوجته كونه يحمي قاتل إبنهم، لتتصاعد الأحداث حيث يحاول صايل شقيق زوجة ماجد أن يقتل هذال ثم يطلق النار على مصبح شقيق هذال ويهرب من العرب. فيصدر القاضي عليه حكما بأن يطرد من كل العرب وأن لا يستقبله أحدا، ولكنه في النهاية يسلم نفسه ويأخذ جزاءه.

## الحلقات
عدد الحلقات 18 حلقة

## الممثلون
- مرام نور بدور الهنوف
- روحي الصفدي بدور ماجد
- ناريمان عبدالكريم
- عبدالكريم القواسمي
- محمود أبو غريب
- زهير حسن
- تحسين خوالدة
- هيام حسين
- إبراهيم القواسمة
- جمال خليف
- محمد الزواهرة

## أدوار ثانوية
- فراس الرموني
- جمال خليف
- أسماء مصطفى
- فايز دعيبس
- رمضان الفيومي
- خالد أبو ربيع
- محمد أبو ربيع
- يوسف الفقراء
- فريد الجالوس
- مأمون بدوي
- إبراهيم القواسمي.[3]

## الطاقم
- المخرج:احمد دعيبس
- تأليف:فراس المجالي
- مدير الإنتاج: سامر دعيبس
- المخرج المنفذ: فايز دعيبس
- الحان وموسيقى وغناء: عبد الله سعد الشوبكي
- التوزيع الموسيقى: محمد عصفور
- ملاحظة السيناريو: أمجد دعيبس
- اشراف الصوت: خالد القواسمي
- تسجيل الصوت: يوسف مشتهي
- مونتاج ومكساج: عدنان ربايعة
- تسجيل الفيديو: عارف المقيطي
- إنتاج: الشرق الأوسط للإنتاج الفني - محمد عبدالعني ياغي